# Jean-Frédéric Bazille
Jean Frédéric Bazille (Montpellier, 6 dicembre 1841 – Beaune-la-Rolande, 28 novembre 1870) è stato un pittore francese.

## Biografia

### Formazione
Jean-Frédéric Bazille nacque il 6 dicembre 1841 a Montpellier, in Francia, primogenito di Camille Vialars, ricca ereditiera di vasti domini agricoli a Lattes, e di Gaston Bazille, benestante vicesindaco di Montpellier, noto anche per essere stato senatore repubblicano dell'Hérault, presidente della Società di agricoltura e viticoltore di tutto rispetto. Dopo il diploma di maturità si trasferì a Parigi per intraprendere gli studi di medicina. Lui, tuttavia, aveva già maturato un'esplosiva passione per la pittura, frequentando assiduamente il Museo Fabre di Montpellier, dove scoprì i capolavori di Veronese, e attraverso la conoscenza del vicino Alfred Bruyas, collezionista con un gusto contagioso per l'arte contemporanea, in special modo Delacroix e Courbet. Già da adolescente decise di coltivare la sua passione seguendo le lezioni di disegno e modellato di Auguste Baussan, sempre a Montpellier.

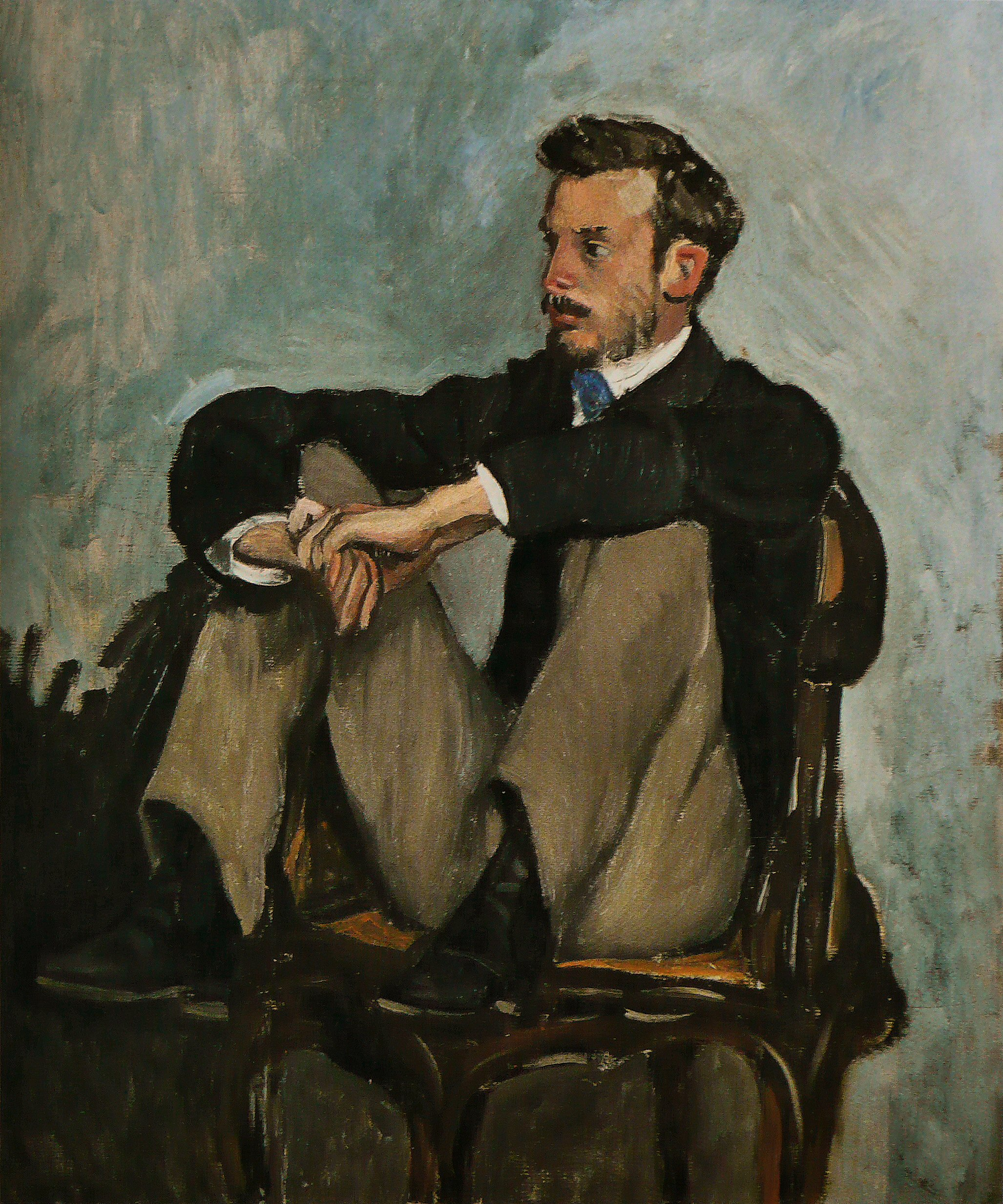
Jean-Frédéric Bazille, Ritratto di Pierre-Auguste Renoir (1867); olio su tela, 62×51 cm, Musée Fabre, Montpellier.

Una volta giunto a Parigi, vera e propria capitale dell'arte mondiale in quel periodo, il giovane Jean-Frédéric era fermo nel proposito di studiare medicina. Il contatto con il Louvre e con la vibrante scena artistica parigina, tuttavia, fecero naufragare definitivamente le sue primitive intenzioni: fu così che Bazille, nonostante i feroci dissensi della famiglia, decise di consacrare la propria carriera alle Belle Arti. Poco più che ventenne, Bazille iniziò a frequentare i corsi tenuti da Charles Gleyre, un modesto pittore accademico che in un suo studio privato preparava gratuitamente un gruppo ristretto di allievi in modo da sopperire alle vistose carenze del sistema scolastico.
Qui Bazille ebbe modo di perfezionare la sua tecnica pittorica, esercitandosi nel disegno, nella copia dei nudi e in tutte quelle varie discipline previste dagli studi accademici. Ma, fatto ancora più importante, nella classe di Gleyre avvenne l'incontro - cruciale per la maturazione pittorica di Bazille - con Renoir, Sisley e Monet, altri artisti che come lui avevano maturato una spiccata insofferenza alla claustrofobia degli atelier, confortevoli ma assolutamente anonimi, e alla sterilità dei principi accademici. Palpabile era invece l'entusiasmo per Delacroix, Corot e soprattutto per i pittori di Barbizon, un gruppo di artisti che nel 1848 avevano fondato una colonia nella foresta di Fontainebleau per lavorare a contatto diretto con la natura, considerata l'unico, vero esempio da seguire.

### Pitturaen plein air
Fu proprio seguendo l'esempio dei Barbisonniers che nell'aprile 1863 Bazille intraprese con i suoi amici un breve viaggio a Chailly-en-Bière, un piccolo villaggio al limitare della foresta di Fontainebleau, in modo da rifugiarsi nella natura selvaggia con tela, cavalletto e colori, proprio come i loro predecessori: di questo secondo soggiorno ci rimane un olio su tela denominato proprio Paesaggio a Chailly. Successivamente si sarebbe recato anche a Méric, sulle rive del Lez, ritornandovi ogni anno e a Aigues-Mortes (estate 1866). Nonostante i severi ammonimenti del padre, scettico verso la sua «grande calura di agosto» e del fatto che non ci fossero mai stati «dipinti che raffigurino Aigues-Mortes», Bazille vi individuò uno scenario ideale per assimilare e interiorizzare gli insegnamenti dell'amico Monet:
(Jean-Frédéric Bazille)

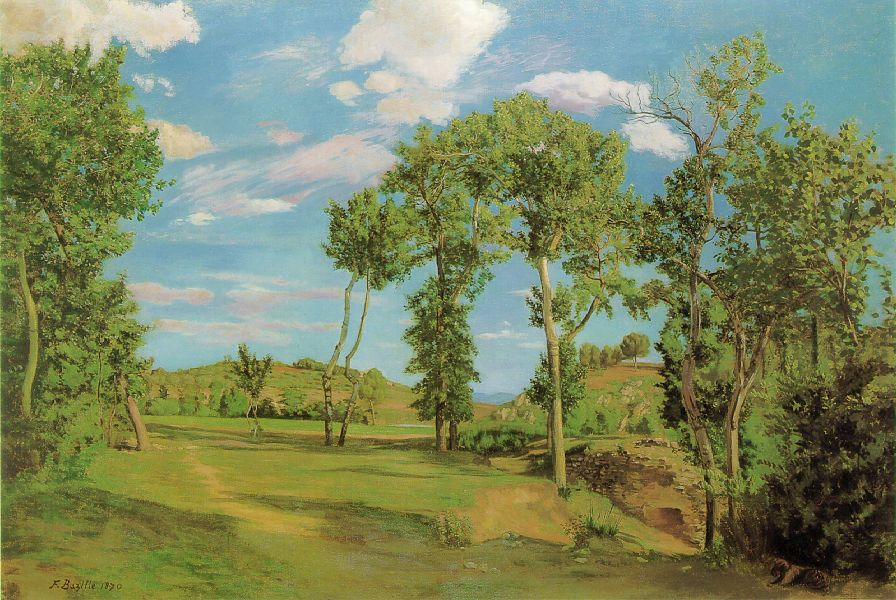
Jean-Frédéric Bazille, Paysage au bord du Lez, 1870, olio su tela

Nonostante le varie fughe dalla capitale Bazille fu sempre molto attento a ciò che accadeva nella scena principale dell'arte e, insieme agli amici, fu immensamente stimolato dalla comparsa della Colazione sull'erba di Édouard Manet, tela che rinnegava l'ipocrita sostegno del pretesto mitologico e allegorico e affrontava invece un'ordinaria scena borghese tratta dalla vita quotidiana. Lo stesso Bazille posò per una Colazione sull'erba dell'amico Monet, purtroppo mai portata a termine essendo stata bersaglio di dure critiche di Gustave Courbet, caposcuola del realismo e altro nume tutelare del gruppo.
L'amicizia che legava Bazille e i suoi colleghi si era nel frattempo consolidata, dando vita a un rapporto simbiotico e di grande produttività. Con loro condivise non solo le prime, fondamentali esperienze di pittura en plein air ma anche le interminabili discussioni al Café Guerbois, locale al n. 11 di rue des Batignolles, dove la bande si riuniva per scambiare esperienze comuni e per vagliare nuove teorie estetiche. La fisionomia del movimento impressionista, ben esemplificata nella seguente spiegazione dell'Enciclopedia Treccani, si era ormai quasi consolidata:
(Enciclopedia Treccani)

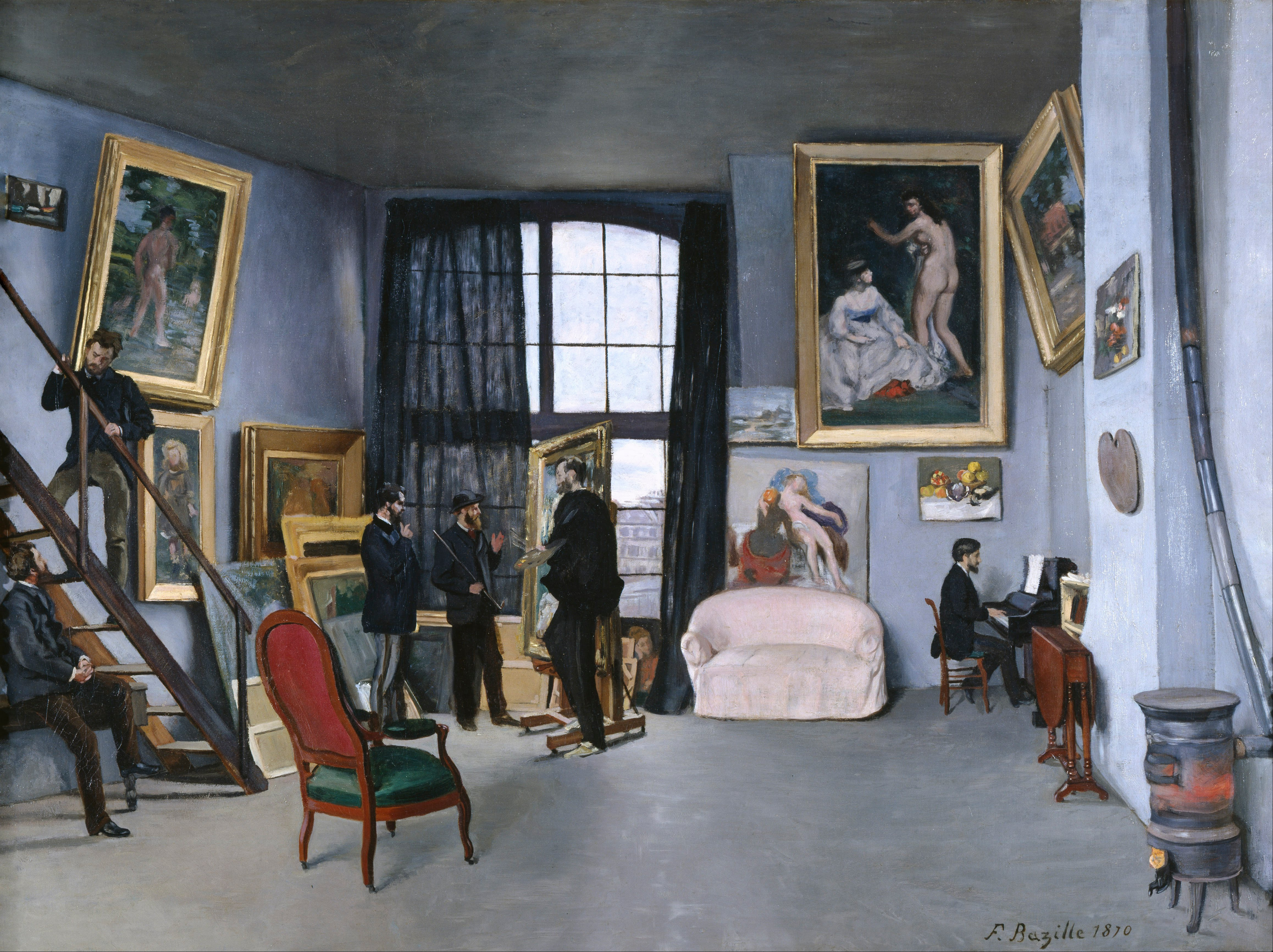
Jean-Frédéric Bazille, L'atelier di Bazille, 1870, olio su tela, 98×128 cm, Museo d'Orsay, Parigi

Lo stesso Bazille era animato dall'ardente proposito di distaccarsi dai canali artistici ufficiali e di organizzare una mostra collettiva, preludendo così alla futura inaugurazione della mostra Impressionista del 1874. Frattanto lavorò alacremente e dipinse diversi quadri, fra i quali vale la pena citare I pesci, quadro con cui ha debuttato al Salon del 1866, L'atelier di Bazille, Scena d'estate, La riunione di famiglia, Veduta del villaggio, La toeletta. D'altronde egli non era affatto turbato da preoccupazioni di natura economica, ricevendo mensilmente una pensione dei genitori, debitamente sfruttata per l'acquisto di diversi atelier, sei in tutto.
Davanti a lui, dunque, si prospettava quella che sembrava una delle carriere pittoriche più promettenti dell'Ottocento: fu la guerra franco-prussiana, tuttavia, a stroncarne il cammino. Nell'agosto 1870, infatti, Bazille posò i pennelli e si arruolò volontario in un reggimento di Zuavi per combattere al conflitto, malgrado il forte dissenso manifestato dagli amici («Reale slancio patriottico o gesto suicidario? Volontà di dimostrare ai suoi cari – e a sé stesso – il suo valore o mero "passatempo"?» si chiedono i curatori del museo d'Orsay, faticando a individuare la motivazione di un simile gesto). Nominato sergente maggiore nel settembre dello stesso anno, Bazille andò a combattere valorosamente dapprima a Besançon, poi a Beaune-la-Rolande, nei pressi di Orleans, dove perì il 28 novembre 1870 trafitto da due pallottole. Non aveva neanche trent'anni, e fu sinceramente pianto da Renoir e Monet, che mai smisero di ricordare nostalgicamente colui che affettuosamente soprannominavano «cavaliere puro», in riferimento al suo carattere disinteressato, gentile e amabile.

## Stile

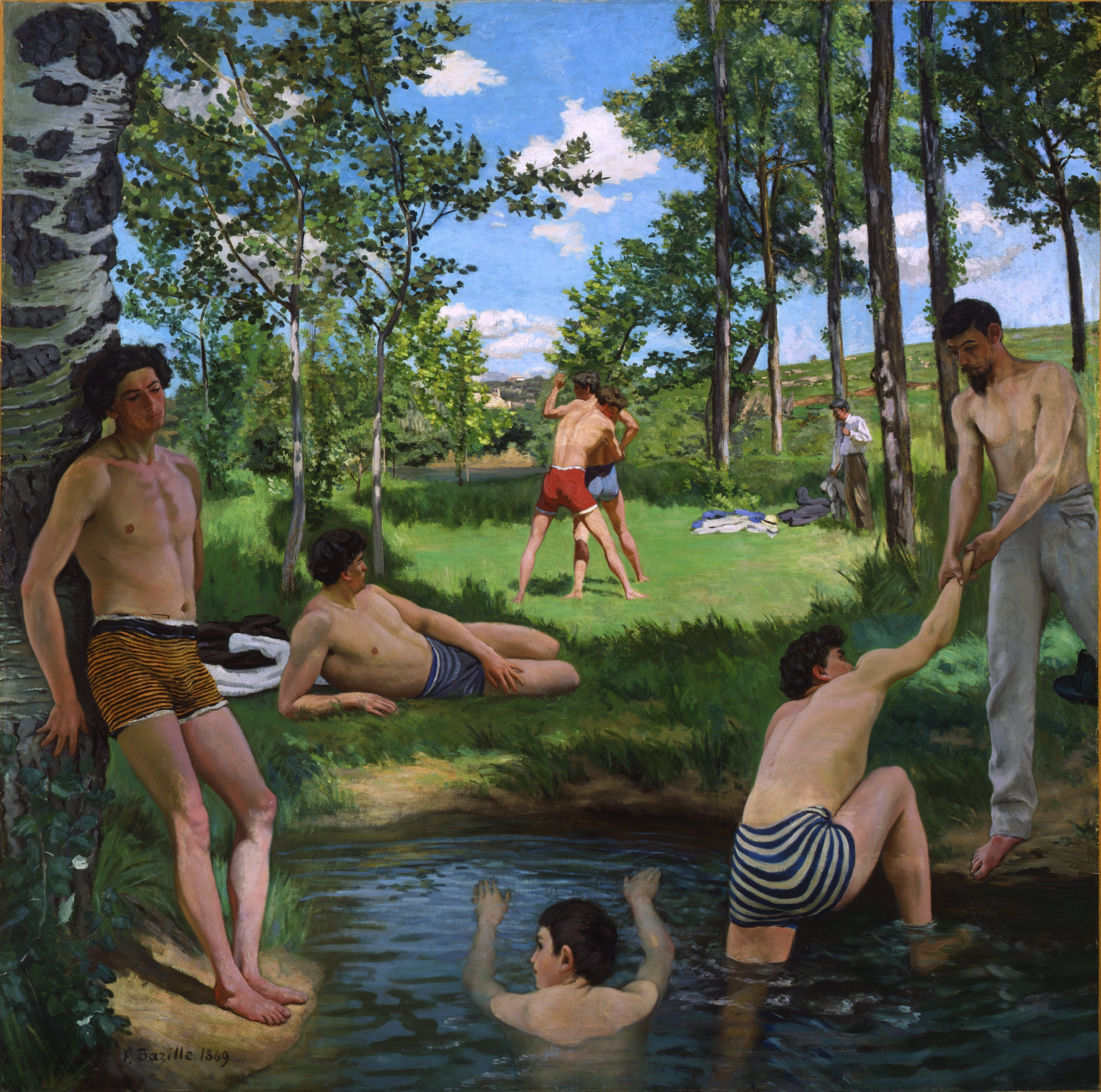
Jean-Frédéric Bazille, Scena d'estate, 1869, olio su tela, 160×160.7 cm, Fogg Art Museum, Harvard University

Sebbene venga generalmente annoverato tra i massimi interpreti della pittura impressionista, Bazille è in realtà dotato di una personalità artistica decisamente complessa: «spero proprio, se mai faccio qualcosa, di avere almeno il merito di non copiare nessuno», avrebbe ammesso lo stesso pittore. Ciò malgrado, nella sua oeuvre sono riconoscibili evidenti influssi realisti e impressionisti.
Dal realismo courbettiano Bazille desume l'insofferenza verso i temi storici e mitologici e la volontà di superarne le sterili idealizzazioni, nel segno di una pittura diretta, sincera e raffinatissima nella verità di rappresentazione. Da Delacroix, di cui ammirava «pressoché tutto», trasse invece un carattere romantico e passionale, il quale non affiora nei suoi dipinti (consacrati, come si è detto, a un vigoroso realismo) ma che è meglio espresso nel suo amore per la musica. Appena aveva l'opportunità, infatti, Bazille (che, d'altronde, era un rimarchevole suonatore di pianoforte) frequentava i teatri, i concerti del Conservatorio o l’Opera, apprezzando in particolar modo I pescatori di perle di Bizet, Les Troyens di Berlioz e Rienzi di Wagner, da lui definita «l'opera di gioventù di un uomo di genio». Le seguenti parole sono le sue:
(Jean-Frédéric Bazille)
Decisamente più complesso è invece il rapporto con l'Impressionismo. Così come gli amici Renoir e Manet, Bazille amava rifugiarsi nella natura per dipingerne le bellezze ed era animato dalla volontà di cogliere con freschezza e immediatezza tutti gli effetti luministici forniti dalla visione diretta. Questa problematica in particolare viene risolta da Bazille con un magistrale uso del colore, mezzo espressivo con cui egli riesce a restituire una buona leggibilità sia delle volumetrie complessive sia dei dettagli più minuti.

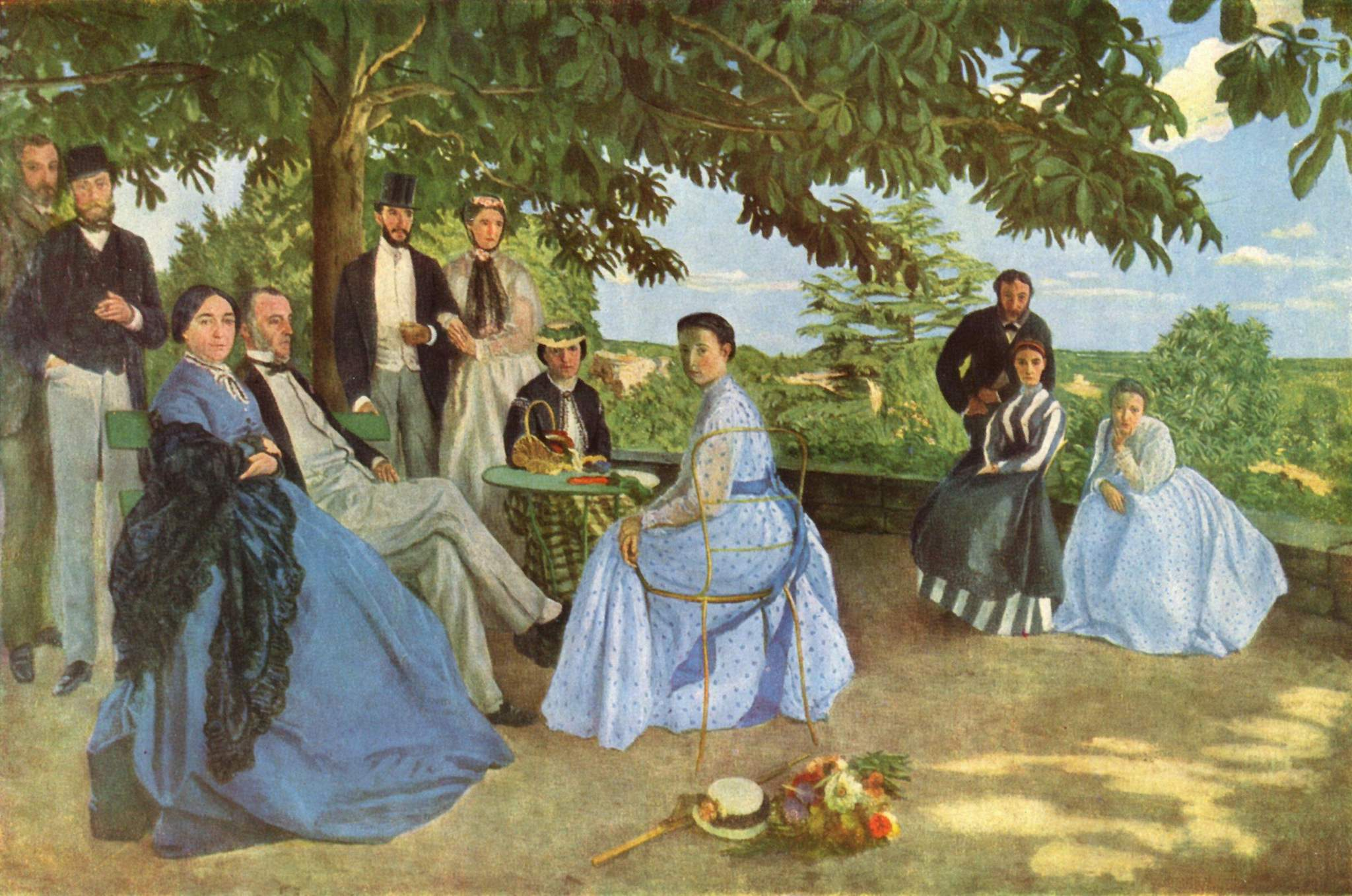
Jean-Frédéric Bazille, Riunione di famiglia, 1867, olio su tela, 152×230 cm, Museo d'Orsay, Parigi

Se la pittura di Bazille è impressionista per i motivi appena enunciati è anche chiaramente costruttiva: dipingeva sì en plein air, ma operava con lentezza e ponderazione, nel tentativo di «restituire ad ogni cosa il suo peso e il suo volume, e non soltanto di dipingere l’apparenza delle cose», come ha spiegato egli stesso.
Pur nell'assenza di contorni netti, dunque, Bazille conferisce una solida costruttività alle proprie figure, preludendo in questo modo ai futuri indirizzi dell'arte di Cézanne. Se, inoltre, gli impressionisti canonici (si pensi a Monet) erano poco attratti dalle fisionomie, Bazille non esitava a «collocare una figura in un paesaggio en plein air» e a «dipingere figure al sole», per usare le sue stesse parole, dando così vita a quadri che conciliano le esigenze dell'Impressionismo con quelle della ritrattistica. Gli Impressionisti, inoltre, avevano soppresso del tutto la pratica del disegno, siccome la realtà veniva concepita come una pura esplosione di colore: in aperta controtendenza con l'impostazione impressionista, invece, Bazille dedicò molto tempo ai disegni e agli schizzi preparatori, tratteggiandoli con la matita nera e la mina di piombo e concependoli già in funzione di una trasposizione pittorica. Bazille applica queste precise scelte esecutive in pitture che coprono un ampio spettro tematico, dove affiorano non solo paesaggi all'aria aperta, ma anche nature morte, ritratti, nudi e composizioni floreali.